# Heute (Zeitschrift)

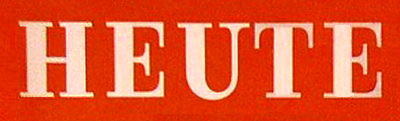
Schriftzug des Logos

Heute (Untertitel eine deutsche Illustrierte, herausgegeben von der amerikanischen Militärregierung) erschien von 1945 bis 1951 in München. Sie war die erste deutschsprachige Illustrierte nach dem Ende des Zweiten Weltkriegs. Die amerikanische Abkürzung war AMG Magazine (American Military Government).

## Geschichte
Die Zeitschrift ging auf eine Idee des US-Rundfunksenders in Europa ABSIE zurück. Die erste Ausgabe von Heute erschien im Auftrag des amerikanischen Informationsdienstes im Juli 1945 unter dem Titel „Heute. Eine neue illustrierte Zeitschrift für Deutschland“ im Quartformat im Verlag „Publishing Operation Branch“ in München. Die Redaktion befand sich in dem nach der Bombardierung notdürftig bewohnbar gemachten Gebäude in der Schellingstraße 39, wo zuvor die Propagandazeitung der Nationalsozialisten „Völkischer Beobachter“ erstellt wurde. Chefredakteure waren anfangs Heinz Norden und Warren Trabant. Ab 1949 war der Magnum-Fotograf Ernst Haas Bildredakteur. Die Erscheinungsweise war zweiwöchentlich. In dem Blatt fand sich keine Werbung. Die Auflage lag in den ersten Jahren bei über 1 Million Exemplaren. Flankierend koppelte die Redaktion Informationsblätter zu Schwerpunktthemen aus, etwa die Übersetzung der US-Verfassung ins Deutsche.
Der Vertrag des ersten Chefredakteurs Heinz Norden wurde von der Militärregierung 1947 nicht mehr verlängert, vermutlich wegen einer Intrige. Ein US-Kongressabgeordneter der Republikanischen Partei unterstellte Norden, für die demokratische Aufbauarbeit in Deutschland nicht geeignet zu sein, weil er sich in New York als Kommunist gezeigt hätte. Er dürfe für Heute aus diesem Grund keinesfalls die Übersetzung der US-Verfassung vornehmen. Norden antwortete darauf in der New York Times vom 17. Januar 1948, dass er die Übersetzung zusammen mit Redaktionskollegen habe anfertigen müssen, weil die vorliegenden Übersetzungen nicht akkurat waren. Der Militärgouverneur der Amerikanischen Zone, Lucius D. Clay, nahm Norden zwar in diesem Artikel in Schutz, ordnete jedoch an, dass Norden zum Oktober 1947 ausschied.
Nach 152 Ausgaben erschien Weihnachten 1951 die letzte Ausgabe. Die Redaktion verabschiedete sich: „Wir hoffen, daß unsere Illustrierte in den 6 1/2 Jahren ihres Bestehens recht vielen Menschen in Deutschland und Österreich Freude bereitet hat.“

## Inhalt
Zunächst standen die brennenden Themen der unmittelbaren Nachkriegszeit im Mittelpunkt der Themen: die Nürnberger Prozesse, die Verbrechen der Nazis, das Flüchtlingselend, die Not der Nachkriegszeit, der Marshallplan, die Entnazifizierung. Man versorgte die Leserschaft auch mit Literatur von Schriftstellern wie Thomas Theodor Heine, Karel Čapek, Vicki Baum, Ernest Hemingway. Im Heft 17 vom 1. August 1946 druckte die Redaktion Heines „Brief aus dem Jenseits“ ab und kommentierte ihn so: „Th. Th. Heine ließ man so gründlich aus dem Gedächtnis der deutschen Öffentlichkeit verschwinden, daß es kaum möglich war, ein Bild von ihm aufzutreiben. Selbst in München, wo er vor 50 Jahren den »Simplicissimus« begründete und damit einer Generation von Zeichnern Richtung gab, fanden wir nach langer Suche nur eine Aufnahme aus dem Jahre 1931, wo man den damals 60jährigen als einen der stärksten politisch-satirischen Zeichner Deutschlands feierte.“
Später schoben sich Themen mehr und mehr in den Vordergrund, die die heile Welt des American Way of Life behandelten. So erschienen ab 1949 zum ersten Mal in Deutschland die Mickey-Mouse-Comics, und Erich Kästner übersetzte das berühmte amerikanische Weihnachtsgedicht „A Visit From Saint Nicholas“. Amerikanische Mode, Kino und Jazz waren weitere Themen. Angesichts der Teilung Deutschlands und des beginnenden Kalten Kriegs polemisierte die Zeitschrift Heute gegen den Ostblock, speziell die „Ostzone“, also das sowjetisch besetzte Gebiet Deutschlands. Mit Borgward, Vespa, und Overstolz-Zigaretten begleitete das Heft das sich um 1950 beginnende bundesrepublikanische Wirtschaftswunder. Es verzichtete auch nicht auf Klatsch aus der High Society und den Adelshäusern Europas. Schließlich war die Zeitschrift der großen Konkurrenz der neuen deutschen Illustrierten, wie Stern und Quick, nicht mehr gewachsen. 1951 wurde Heute eingestellt.

## Typischer Inhalt von 1947
Die Ausgabe von Heute vom 15. Februar 1947 stand im Zeichen des harten Winters, dem zweiten Winter seit Kriegsende. Auf dem Titelbild ist eine ältere Frau zu sehen, die in einem Raum mit Stockwerkbetten einen Sack stopft. Dazu heißt es: „Mit dem breiten, grauen Elendsstrom schlesischer Flüchtlinge kam die alte Frau nach Berlin – allein, von ihren Kindern getrennt, ohne einen Menschen in der großen, fremden Stadt zu kennen.“
Auf der ersten Seite weisen die Herausgeber (die amerikanische Militärregierung) auf Defizite und Vorurteile hin. Sie kritisieren u. a., dass sich viele Deutsche lautstark für unschuldig am Erstarken des Nationalsozialismus halten, „immer behaupten, die anderen waren's“ und auf ihre „eindeutige antifaschistische Gesinnung hinweisen.“ Auch fiel der Redaktion auf, dass Deutsche gerade in Zeiten des Elends nach dem verlorenen Krieg ihre Kultur hochhalten und den Jazz „Negermusik“ nennen. Deutsche versuchten, die Alliierten gegeneinander auszuspielen und den Besatzern bewusst falsche Auskünfte zu geben, etwa einem Soldaten, der in München nach dem „Red Cross“ fragt, weil er Hilfe braucht, zum Rotkreuzplatz zu schicken. Auch sei häufig zu hören, dass „Deutschland nie den Krieg verloren hätte, wenn die Alliierten nicht über so große materielle Vorteile verfügt hätten.“
Darunter ist, dazu passend, ein Leserbrief eines Adolf Lorenz Müller aus Bad Aibling abgedruckt. Müller bestreitet zwar nicht die Existenz von Konzentrationslagern, hält aber das Elend der Vertriebenen aus Ostpreußen, Schlesien und dem Sudetenland für mindestens so groß. Chefredakteur Heinz Norden weist das aufs Schärfste zurück: „Der Briefeschreiber vermeint, die KZ-Greuel müßten vor dem jetzigen Flüchtlingselend verblassen. Auch die 7 1/2 Millionen, die in den Vernichtungslagern ihr Leben gelassen haben, sind nicht mehr imstande, ihm das zu bestreiten.“
Auf S. 4 porträtiert das Heft den US-General Lucius D. Clay. Er wurde soeben Militärgouverneur der amerikanischen Zone. S. 5 berichtet unter der Überschrift „Totengräber der Republik“ über den Strafprozess gegen den Hitler-Unterstützer Franz von Papen. Papen war in den Nürnberger Prozessen wegen mangelnden Beweisen freigesprochen worden, wurde aber vor der Nürnberger Spruchkammer ein Jahr später zu acht Jahren Arbeitslager verurteilt.
Eine Bildstrecke auf der Doppelseite 6 und 7 beschäftigt sich mit der Kälte des Winters und zeigt das Innenleben eines Berliner Mietshauses in der Sorduer Straße 4, wo ein Rentner im Keller erfroren war. S. 8 berichtet mit an Theaterinszenierung erinnernden Fotos über die Vorführung ehemaliger Aufseher des KZ Dachau vor ihren Opfern, also ehemaligen Lagerinsassen. Im Zentrum des Artikels steht der KZ-Aufseher Emil Euler, genannt „der Umleger“, berüchtigt wegen des Einsatzes scharfer Hunde und großer körperlicher Gewalt gegen die Häftlinge. Das amerikanische Gericht verurteilte den hier auch abgebildeten Euler zu 10 Jahren Gefängnis; wenig später stand er vor einem polnischen Gericht, wurde zum Tode verurteilt und 1950 durch den Strang hingerichtet.
Mit S. 9 beginnt ein mehrseitiger Bericht mit vielen Bildern über die Gründung eines jüdischen Staats in Palästina: „[Der] moderne Zionismus […] strebt die Umwandlung Palästinas in einen selbständigen jüdischen Staat an, unter völliger Anerkennung der Rechte der arabischen Bevölkerung.“
Auf S. 12 porträtiert Heute den amerikanischen Präsidenten Abraham Lincoln und druckt einige Kernzitate seiner legendären Ansprache von Gettysburg ab. Es folgen zwei Seiten mit Masken aus aller Welt. Auf S. 16 beginnt ein zweiseitiger Bericht über die Nazi-Widerstandsgruppe um die Studentin Sophie Scholl, die Weiße Rose. Auf den letzten Seiten wird das Blatt leichter: Wir sehen Bildstrecken vom Wiener Musikleben, insbesondere den Wiener Sängerknaben, ein Porträt des Modedesigners Heinz Schulze-Varell. Schulze war für die Amerikaner politisch unproblematisch, weil er die Treueerklärung an den „Führer“ verweigert hatte und als Folge dessen zum Militärdienst eingezogen wurde.
Auf den letzten Seiten druckt die Zeitschrift eine Erzählung von Louis Bromfield ab. Dazu finden sich Bildstrecken über die Uraufführung von Carl Zuckmayers Drama Des Teufels General im Schauspielhaus Zürich, sowie Fotografien von an einer Berliner Hauswand angeschlagenen Kontaktanzeigen: „...zwecks späterer Heirat“. Vor den Anzeigen sammeln sich vor allem Frauen, die Anzeigen selbst stellten meist ältere Männer aus. Das Heft schließt mit einem ganzseitigen Foto des Lincoln-Memorials in Washington DC, Buchtipps (Thomas Mann, Heinrich Mann, Franz Werfel und Lion Feuchtwanger) und einem Bilder-Quiz, u. a.: „Die Buchstaben WB auf orangerotem Grund auf diesem Autokennzeichen bedeuten: a) Bayern, b) US-Zone, c) US-Sektor Berlin, c) Württemberg-Baden“.